# Охотка

Охотка — река в России, протекает в Шекснинском районе Вологодской области. Устье реки находится в 26 км по правому берегу реки Угла. Длина реки составляет 14 км.
Исток Охотки находится западнее Митицыно. Исток Охотки находится рядом с истоком Тошни, здесь проходит водораздел бассейнов Волги и Северной Двины. Генеральное направление течения — запад. Река принимает правый приток Конеха и левый — Амельфинский, на берегах деревни Коншево, Кулдино, Ходырево(левый берег); Яковцево, Дьяконица (правый берег).
Охотка впадает в Углу между деревнями Комарово и Погорелка.

## Данные водного реестра
По данным государственного водного реестра России относится к Верхневолжскому бассейновому округу, водохозяйственный участок реки — Рыбинское водохранилище до Рыбинского гидроузла и впадающие в него реки, без рек Молога, Суда и Шексна от истока до Шекснинского гидроузла, речной подбассейн реки — Реки бассейна Рыбинского водохранилища. Речной бассейн реки — (Верхняя) Волга до Куйбышевского водохранилища (без бассейна Оки).
По данным геоинформационной системы водохозяйственного районирования территории РФ, подготовленной Федеральным агентством водных ресурсов:
- Код водного объекта в государственном водном реестре — 08010200412110000009496
- Код по гидрологической изученности (ГИ) — 110000949
- Код бассейна — 08.01.02.004
- Номер тома по ГИ — 10
- Выпуск по ГИ — 0